# Faberschloss (Schwarzenbruck)

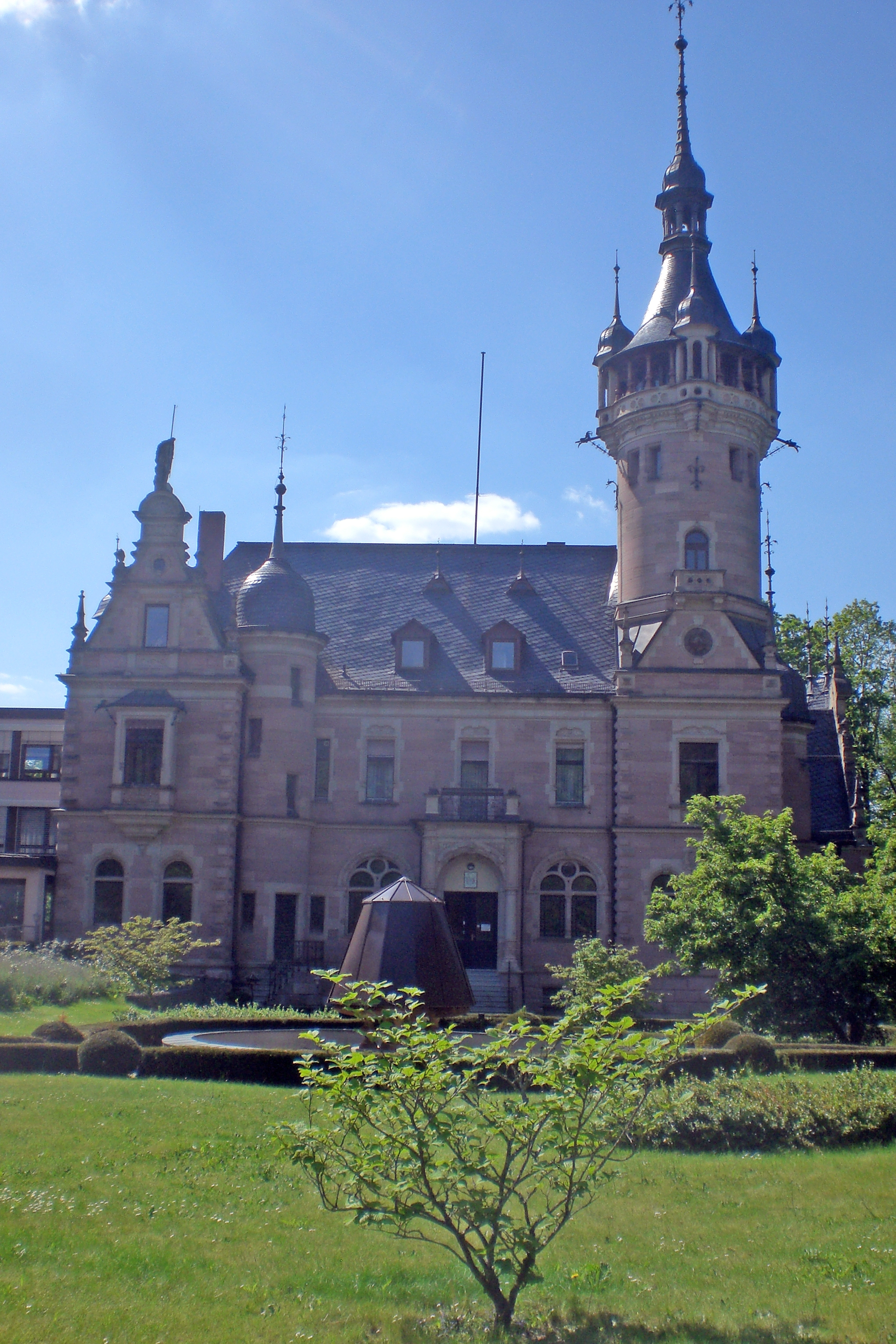
Faberschloss in Schwarzenbruck (2024)

Das Faberschloss in Schwarzenbruck im Landkreis Nürnberger Land ist ein schlossartiger Bau im Stil der Neorenaissance.

## Geschichte
Das „Faberschloss“ wurde 1883 bis 1885 für den Bleistiftfabrikanten Lothar von Faber als Alterssitz in der Dürrenhembacher Straße 15 im Stil der Neorenaissance erbaut. Nach dem Tod seines einzigen Sohnes Wilhelm von Faber musste er 1893 an den Firmensitz in Stein zurückkehren. In der Folge wohnte dann die Tochter Wilhelm von Fabers, Sophie Ottilie, mit ihrem Mann, dem späteren Unternehmensleiter Graf Alexander zu Castell-Rüdenhausen, in Schwarzenbruck. Hier wurden die Kinder Irmengard Luise (1904–1972) und Roland Lothar Wolfgang (1905–1978) geboren. Mit der Fertigstellung des neuen Faberschlosses in Stein im Jahr 1906 verlor das Schwarzenbrucker Schloss seine Bedeutung für die Familie der Grafen von Faber-Castell.

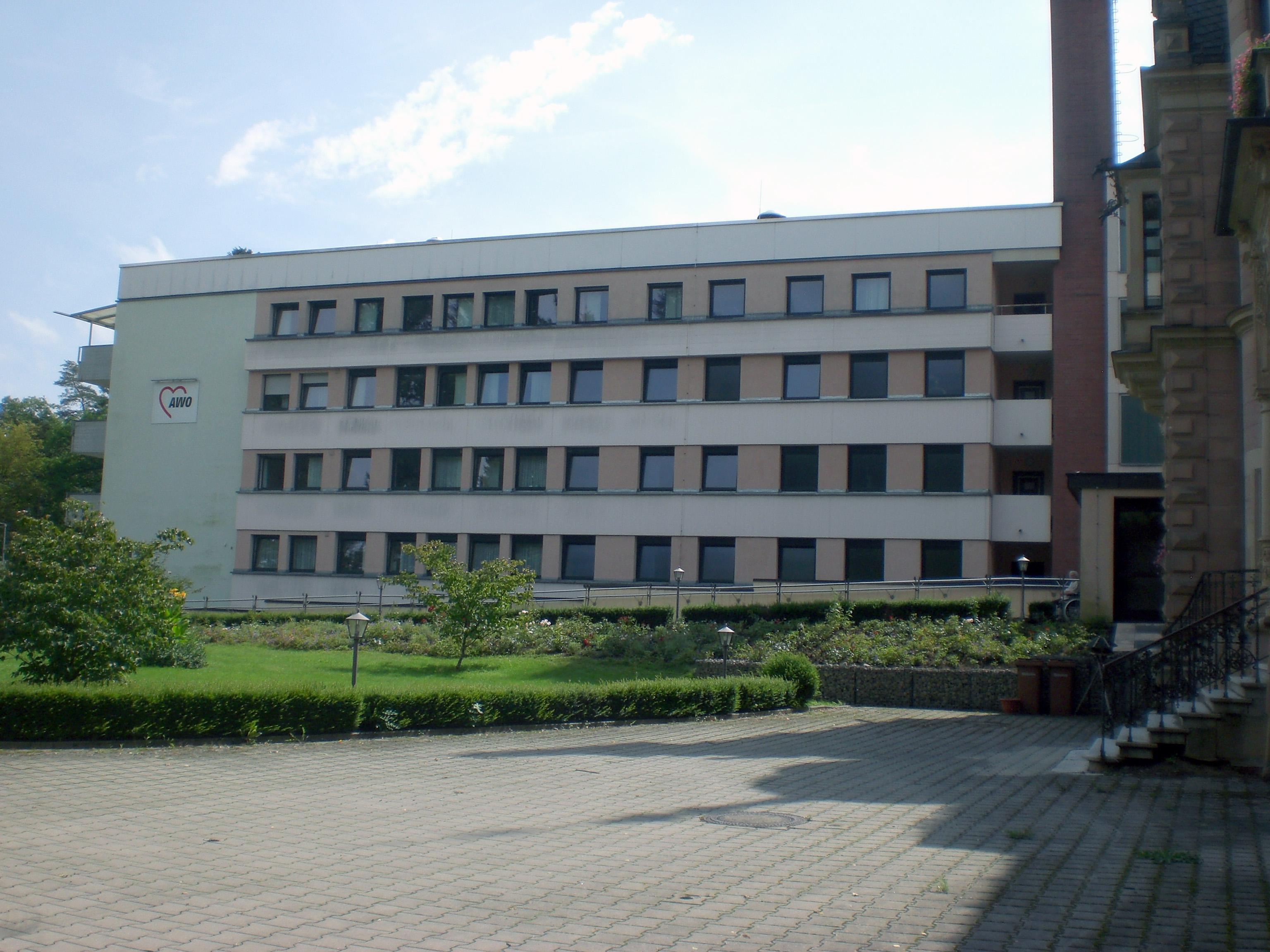
AWO Alten- und Pflegeheim (2023)

Das Faberschloss in Schwarzenbruck wird heute von der Arbeiterwohlfahrt als Alten- und Pflegeheim genutzt.

## Beschreibung
Das Faberschloss ist ein typisches Beispiel für die Renaissancearchitektur im Nürnberger Land und zeigt Merkmale wie eine symmetrische Fassade, steinerne Ornamente und Erker. Das Schloss hat einen quadratischen Grundriss mit einem Innenhof.
Das Baudenkmal in der Dürrenhembacher Straße 17 ist in der Liste der Baudenkmäler in Schwarzenbruck des Bayerischen Landesamtes für Denkmalpflege aufgeführt und ist folgendermaßen beschrieben:
- Schloss, Gräflich Faber-Castell’sches Schloss, zweigeschossiger Sandsteinquaderbau mit Treppentürmen und überragendem Rundturm
- ehem. Forsthaus, eingeschossiger Sandsteinquaderbau mit Walmdach
- Geräteschuppen, Sandsteinquaderbau mit Walmdach
- Schalenbrunnen; Einfriedung, Metallgitterzaun mit Sandsteinpfosten
- sämtlich in Formen der Neurenaissance, 1883/85.